# 立山センター・オーバー
立山センター・オーバー（たてやまセンター・オーバー）は、ケーエープロダクション所属、身長差23cmの凸凹漫才コンビ。1981年10月結成。

## メンバー
立山オーバー（たてやまオーバー、本名：植村健治、1957年4月15日 - ）
大阪市出身、ミヤコ蝶々門下。元ミヤ蝶助。

立山センター（たてやまセンター、本名：川崎正彦、1954年2月6日 - ）
奈良県出身、松竹タレント養成所出身、横山ホットブラザーズ門下。
1973年1月にミサキとサヤマの名で「フレンド II」を結成し、10月に新世界新花月で初舞台。
1975年8月に昭和ギャングの名で昭和チビッコとコンビを組む。
1979年5月より小川センタの名で堀戸ラインと組む。その後亭号を「立川センタ・ライン」と合わせ（師匠の「横山」→「立川」）、「お笑いスター誕生」にも出場した。

## 受賞歴
- 1985年 - 第16回NHK上方漫才コンテスト優秀賞受賞